# B病毒
B病毒又名皰疹病毒B（Herpes virus B）、猴皰疹病毒一型（Macacine herpesvirus 1，McHV-1；Cercopithecine herpesvirus 1）、猴B病毒、疱疹B病毒，得名自首位感染病逝者威廉·布雷布納（William Brebner）醫師，為甲型疱疹病毒亞科單純皰疹病毒屬的一種皰疹病毒，以獼猴為自然宿主。B病毒的基因組序列、結構與引發的免疫反應均與感染人類的單純疱疹病毒（HSV-1）相似，多數獼猴可能皆曾感染此病毒，大多無症狀或症狀輕微，且病毒會潛伏於神經節，可再次活化並經由體液散播給其他個體。
B病毒感染人類的罕見案例則嚴重許多，可入侵中樞神經而造成腦炎，未經抗病毒藥物治療者死亡率高達80%。據美國疾病管制與預防中心（CDC）統計，截至2019年1月共有50例B病毒感染人類的病例，其中21例病人死亡，感染途徑為被實驗室的獼猴咬傷、抓傷，或者傷口、粘膜被帶有病毒的獼猴體液感染，絕大部分病例為美國和加拿大的獸醫或進行獼猴實驗的研究人員，幾無被野生獼猴咬傷或抓傷而感染者。日本、中國大陸與香港分別在2019年、2021年與2024年發生了B病毒感染人類的首宗病例，其中前兩者是被實驗室中的獼猴傳染，後者疑為野生獼猴傳染。

## 發現
B病毒最早在1932年被發現，當時美國紐約貝爾維尤醫院一名29歲的醫師威廉·布雷布納（William Brebner）正進行小兒麻痺症病毒的研究，做實驗時手指被恆河猴咬傷，在傷口癒合後開始發燒，接著出現紅斑、淋巴炎和淋巴結腫大的症狀，最終因貫穿性脊髓炎而不治，其他醫師驗屍時發現布雷布納的神經組織中有類似人類單純疱疹病毒一型（HSV-1）的病毒，並將其稱為「W病毒」，隨後同院醫師阿爾伯特·沙賓繼續研究此病毒，以布雷布納姓氏的第一個字母將其改稱為「B病毒」。
目前主要用於研究的B病毒毒株為1971年在兔細胞中培養的病毒株E2490。

## 病毒學
B病毒的外型與感染人類的HSV非常類似，其衣殼為直徑約200奈米的正二十面體顆粒，具有包膜，包膜上帶有許多感染細胞所需的醣蛋白，衣殼與包膜之間的間層由至少14種蛋白質組成，包括胸苷激酶、胸苷酸合成酶、脫氧尿苷三磷酸分解酶、核糖核苷酸還原酶、DNA聚合酶、解旋酶、引子酶與蛋白激酶等。
B病毒（E2490病毒株）的基因組於2003年被完整定序，長約15.7萬bp，與HSV的基因組大小結構均非常類似，一樣可分為UL和US兩大區域，且UL和US兩端分別有重複序列RL與RS。B病毒基因組的GC含量為74.5%，有6個複製起點，共有74個開放閱讀框編碼蛋白質，大多數皆是與HSV同源的蛋白，但B病毒不具有HSV中侵染神經元所需的γ134.5與ORF P蛋白，顯見其使用與HSV不同的機制在神經元中複製增殖。
皰疹病毒可使用多種受體感染宿主細胞，B病毒與HSV皆可使用一型與二型粘连蛋白（nectin-1、nectin-2）為受體，以自身包膜上的醣蛋白D（glycoprotein D，gD）與之結合，但HSV的醣蛋白D還可與疱疹病毒入侵介导蛋白（HVEM）或配对免疫球蛋白样二型受体α（PILRα）結合，以其為受體感染細胞，B病毒則無法使用這兩種蛋白為受體。

## 感染

### 感染獼猴

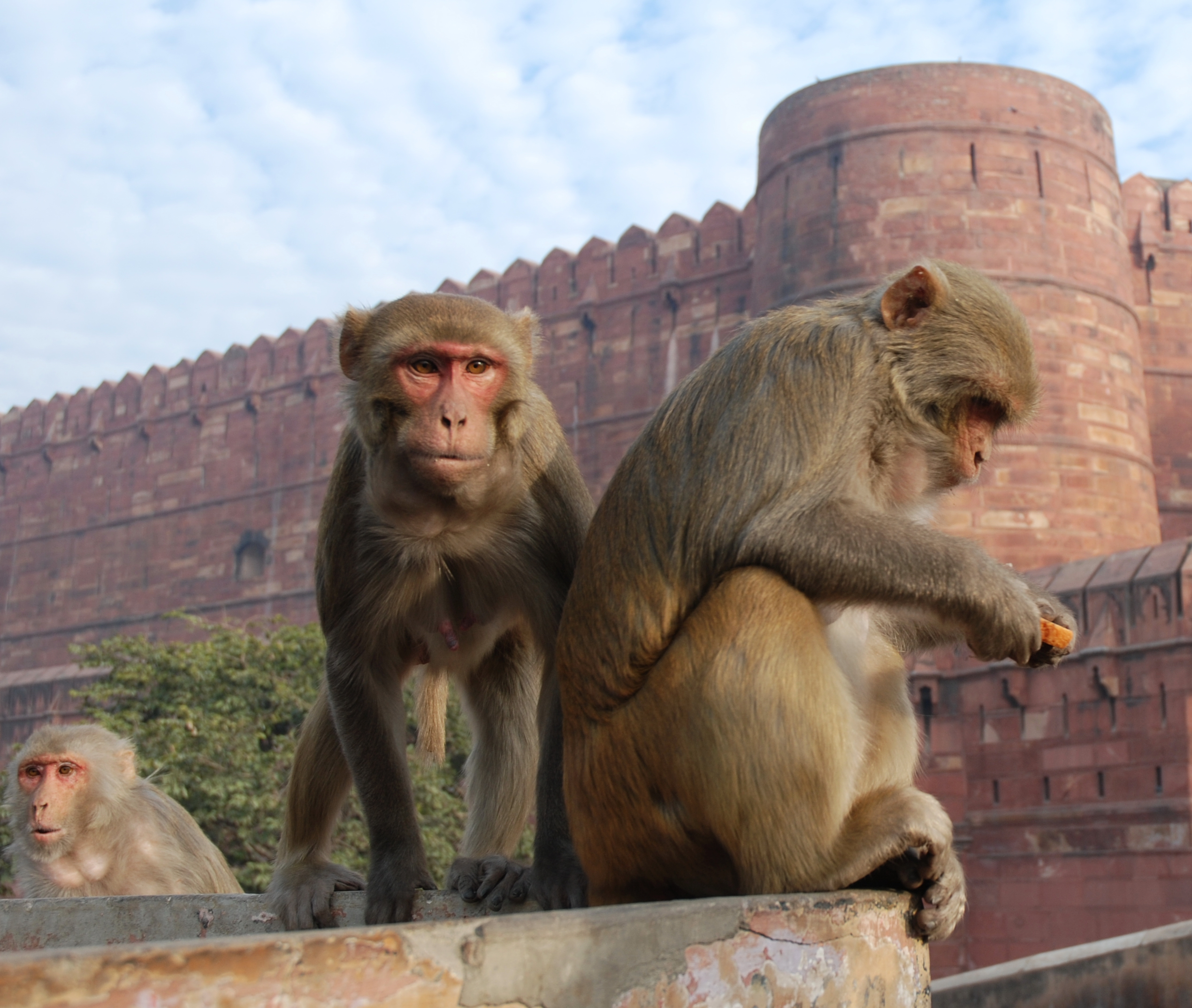
印度的獼猴

B病毒在野外以獼猴為自然宿主，在獼猴屬的各物種中均有發現。有學者認為幾乎所有2.5歲以上的成年獼猴（包含野生與被飼養者）都有被B病毒感染，美國疾管署數據則顯示亞洲攻擊人類的獼猴中有70%至80%帶有B病毒。B病毒感染獼猴大多無症狀，僅有時會造成口腔皰疹或生殖道粘膜皰疹，多在10至14天內即消失，與人類感染單純疱疹病毒（HSV）的情形類似。感染後病毒會潛伏在感覺神經元的神經節中，可再次活化後由口腔、結膜或生殖道的體液散播，有統計顯示族群中會有2%被感染的獼猴同時散播病毒，與人類感染HSV者散播病毒的比例相仿，其中身體不適、承受壓力與繁殖中的個體散播病毒的機率較大。免疫缺乏的獼猴體內B病毒較容易復發，且可能造成較嚴重的症狀，曾有報導兩隻感染梅森-輝瑞猴病毒（MPMV，又稱猴反轉錄病毒SRV）而免疫力被抑制的獼猴感染B病毒後死亡。

### 感染其他猿猴
靈長類的皰疹病毒大多不會對其自然宿主造成嚴重症狀，但跨物種感染其他靈長類時可能導致重症。B病毒感染獼猴以外的猿猴會造成嚴重症狀，曾有美國動物園中的赤猴、東黑白疣猴與白臀長尾猴疑似被同區飼養的獼猴傳染B病毒而死，也曾有研究以B病毒感染捲尾猴與普通狨等新大陸猴，結果兩者均出現嚴重症狀而死亡，但也有報導指實驗室裡的捲尾猴感染B病毒後持續帶原卻無症狀。另外黑猩猩亦有被B病毒感染致死的紀錄。

### 感染人類

#### 症狀與治療
B病毒為已知超過30種猿猴的皰疹病毒中，唯一一種可感染人類致病者，但人類感染的案例非常罕見，患者初期會出現發燒、肌肉痠痛等類流感症狀，接著曾與猴隻接觸的傷口週邊可能起疹，並出現呼吸困難、噁心嘔吐、腹痛與打嗝等症狀，最終病毒會沿神經系統入侵脊髓與腦部而造成腦炎，嚴重者可能致死。康復痊癒者有時仍可散播病毒。
B病毒感染人類的死亡率高，未服抗病毒藥物者死亡率近80%，治療HSV病毒用的藥物阿昔洛韋在部分B病毒患者中有抑制感染的效果，但可能比治療HSV感染的效果小得多。被獼猴咬傷或抓傷後，推薦服用伐昔洛韋以預防發病（可在消化道中被轉為阿昔洛韋，較口服的阿昔洛韋有效），需迅速投藥方能避免永久性神經損傷；已發病者則需靜脈注射抗病毒藥物，尚無神經症狀者需靜脈注射阿昔洛韋，已出現神經症狀者則為更昔洛韋，靜脈注射在康復後可能還需繼續，以防止病毒復發。

#### 傳播
B病毒感染絕大多數是由皮下傷口感染，包括獼猴咬傷、抓傷與被帶有病毒的針頭刺傷等，僅有一例為獼猴體液噴濺到眼部而感染，為1997年美國亞特蘭大耶基斯国家灵长类研究中心的研究員伊莉莎白·格里芬（Elizabeth Griffin），其家人在她逝世後成立了資助公衛科學研究的伊莉莎白·格里芬基金會；目前僅紀錄有一例B病毒人傳人感染的病例，為一名婦人替染病的丈夫患部塗抹藥膏後，未經消毒又塗抹自己身上的皮疹而被感染；另外有一病例為十年前工作時曾接觸猿猴者發病，可能為過去感染的病毒潛伏於體內，再活化後致病，但此病例有一定爭議，也有人認為病人可能近期有接觸猿猴。
美國疾病管制與預防中心所紀錄的50例人類B病毒感染病例皆位於美國與加拿大，且都是被實驗室養殖的獼猴感染，而亞洲雖人類和獼猴的互動很普遍，例如許多廟宇周邊有獼猴出沒，也經常發生獼猴咬傷、抓傷當地人或遊客的案件，卻沒有報導人類被野生獼猴傳染B病毒的案例，原因尚不清楚。2019年11月日本出現第一起人類感染B病毒的病例，患者為製藥公司新日本科學的一名實驗技術人員，在該公司位於鹿兒島的研究所參與獼猴實驗時被感染；2021年7月，北京一名53歲的獸醫在解剖猴隻約一個月後病發逝世，經檢驗後確診為B病毒感染，為中國大陸首宗B病毒感染人類的病例；2024年4月，一名37岁的香港男子感染B病毒而病危，疑似是於2月下旬在金山郊野公园被野生獼猴傳染，患者於同年6月逝世。

## 註腳
1. ↑  例如曾有報導指人類單純疱疹病毒皰疹病毒HSV-1感染長臂猿致死[22]，也有松鼠猴的皰疹病毒SaHV1感染普通狨與夜猴致死的案例[23]。